# جاي بيرغر
جاي بيرغر (بالإنجليزية: Jay Berger) مواليد 26 نوفمبر 1966 في نيو جيرسي، هو لاعب كرة مضرب أمريكي سابق بدأ مسيرته كمحترف سنة 1986 وكان يلعب باليد اليمنى، اعتزل اللعب في 1991. أعلى تصنيف له في الفردي كان المركز الـ 7 في سنة 1990.

## روابط خارجية
- جاي بيرغر على موقع رابطة محترفي التنس (الإنجليزية)
- جاي بيرغر على موقع الاتحاد الدولي لكرة المضرب (الإنجليزية)
- جاي بيرغر على موقع كأس ديفيز (الإنجليزية)
- جاي بيرغر على موقع خلاصة التنس.كوم (الإنجليزية)